# Бирария „Зитос“
Бирария „Зитос“ (на гръцки: Μπυραρία Ζύθος) е историческа постройка в град Солун, Гърция.

## Местоположение
Сградата е разположена на улиците „Катунис“ № 5 и „Египтос“, в Лададика.

## История
Построена е в 1912 година и оцелява след големия пожар в 1917 година. В нея се помещава хотел „Америка“. Сградата пострадва при земетресението от 1978 година и започва събарянето ѝ, но впоследствие то е спряно и приземният етаж оцелява. От 1990 година в нея е настанена „Зитос“ - първата пивоварна в града.

## Архитектура
В архитектурно отношение е сграда с единствен партерен етаж с главен вход откъм „Египтос“. Колоните между отворите са украсени. На две от трите страни има балкон на покрива, който се опира на големи, изградени и богато украсени веранди. Тези „балкони“ са основите на арките, които са съществували, когато сградата е била триетажна. Рядка особеност са чугунените колони вътре, които в Солун се срещат само в Кирцис хан, Неделковата къща, Къщата на улица „Навархос Воцис“ № 3, Болницата „Свети Димитър“ и Копринената фабрика „Бенузилио“.